# Heinz-Joachim Aris
Heinz-Joachim Aris (geboren am 7. Mai 1934 in Dresden; gestorben am 24. März 2017 ebenda) war Mitglied des Präsidiums des Zentralrates der Juden in Deutschland, Vorsitzender des Landesverbandes Sachsen der Jüdischen Gemeinden und Geschäftsführer der Jüdischen Gemeinde Dresden.

## Leben
Heinz-Joachim Aris war der Sohn von Helmut Aris und Susanne, geborene Reinfeld. Er erlebte als Kind die Bombardierung Dresdens im Zweiten Weltkrieg, durch die seine Familie mit ihm vor der Deportation bewahrt wurde. Er studierte Wirtschaftswissenschaften an der Universität Leipzig und arbeitete in leitenden Funktionen in der Industrie. 
Von 1992 bis 2012 war Aris Geschäftsführer der Jüdischen Gemeinde zu Dresden und seit 2002 Vorsitzender des Landesverbandes Sachsen der Jüdischen Gemeinden. Im Jahre 2002 wurde er in das Direktorium des Zentralrats der Juden in Deutschland gewählt, seit 2006 war er mit anderthalbjähriger Unterbrechung Mitglied des Präsidiums.
Aris war Mitglied im Rundfunkrat des Mitteldeutschen Rundfunks und seit 2011 im Stiftungsrat Sächsischer Gedenkstätten und im Kuratorium der Stiftung Denkmal für die ermordeten Juden Europas. Seit 2007 gehörte Aris als stellvertretendes Mitglied dem Stiftungsrat des Jüdischen Museums Berlin an.
2012 wurde er mit dem Sächsischen Verdienstorden ausgezeichnet.
Heinz-Joachim Aris wurde auf dem Neuen Jüdischen Friedhof beigesetzt.